# Veaceslav Posmac
Veaceslav Posmac (Chisináu, 7 de noviembre de 1990) es un futbolista moldavo que juega de defensa en el F. C. Petrocub Hîncești de la Superliga de Moldavia.

## Selección nacional
Es internacional con la selección de fútbol de Moldavia, con la que debutó el 14 de junio de 2013 en un amistoso frente a la selección de fútbol de Kirguistán.

### Goles internacionales
| N.º | Fecha               | Estadio                                                | Rival      | Gol | Resultado | Competición |
| --- | ------------------- | ------------------------------------------------------ | ---------- | --- | --------- | ----------- |
| 1   | 15 de enero de 2014 | Estadio Jeque Zayed, Abu Dhabi, Emiratos Árabes Unidos | Noruega    | 1-0 | 1-2       | Amistoso    |
| 2   | 19 de marzo de 2017 | Estadio Olímpico de San Marino, Serravalle, San Marino | San Marino | 1-0 | 2-0       | Amistoso    |

## Clubes
| Club                    | País     | Año       |
| ----------------------- | -------- | --------- |
| F. C. Sfîntul Gheorghe  | Moldavia | 2009-2012 |
| F. C. Dacia Chișinău    | Moldavia | 2012-2017 |
| F. C. Sheriff Tiraspol  | Moldavia | 2017-2021 |
| Tuzlaspor               | Turquía  | 2021-2022 |
| F. C. Zimbru Chișinău   | Moldavia | 2022      |
| Boluspor                | Turquía  | 2022-2025 |
| F. C. Petrocub Hîncești | Moldavia | 2025-     |

## Palmarés

### Títulos nacionales
| Título            | Club                   | País     | Año  |
| ----------------- | ---------------------- | -------- | ---- |
| Divizia Națională | F. C. Sheriff Tiraspol | Moldavia | 2017 |
| Copa de Moldavia  | F. C. Sheriff Tiraspol | Moldavia | 2017 |
| Divizia Națională | F. C. Sheriff Tiraspol | Moldavia | 2018 |
| Divizia Națională | F. C. Sheriff Tiraspol | Moldavia | 2019 |
| Copa de Moldavia  | F. C. Sheriff Tiraspol | Moldavia | 2019 |
| Divizia Națională | F. C. Sheriff Tiraspol | Moldavia | 2021 |